# 穆拉爾冰原島峰
64°59′S 61°32′W / 64.983°S 61.533°W
穆拉爾冰原島峰（英語：Mural Nunatak）是南極洲的山峰，位於葛拉漢地的赫克托里亞冰川東部，處於什韋角西北面9公里，海拔高度330米，現時由南極條約體系管理。